# Circuito Anglesey
Il circuito Anglesey (in gallese Trac Môn) è un circuito automobilistico situato a Tŷ Croes, Anglesey, in Galles. Essa ospita vari eventi sportivi, tra cui il rallycross.
Nel 2006, la sede del circuito ha visto una pesante ristrutturazione, con la maggioranza dei suoi 1,67 km di circuito che vengono scartati a favore di un nuovo tracciato che comprende quattro differenti tracciati: un circuito GP internazionale di 3,4 km, un circuito costiero di 1,5 mi (2,5 km), un circuito nazionale leggermente più corto e un circuito club lungo meno di un miglio. Uno dei rettilinei del circuito porta il nome del pilota F1 del Galles Tom Pryce, morto in un incidente durante il Gran Premio del Sud Africa a Kyalami nel 1977.
Il programma televisivo di motori Fifth Gear ha usato regolarmente il circuito di Anglesey per la prova ed esecuzione del programma.